# Villaines-la-Gonais
Villaines-la-Gonais és un municipi francès situat al departament del Sarthe i a la regió de País del Loira. L'any 2007 tenia 487 habitants.

## Demografia

### Població
El 2007 la població de fet de Villaines-la-Gonais era de 487 persones. Hi havia 196 famílies de les quals 44 eren unipersonals (12 homes vivint sols i 32 dones vivint soles), 76 parelles sense fills, 64 parelles amb fills i 12 famílies monoparentals amb fills.
La població ha evolucionat segons el següent gràfic:
Habitants censats

### Habitatges
El 2007 hi havia 234 habitatges, 200 eren l'habitatge principal de la família, 15 eren segones residències i 19 estaven desocupats. 226 eren cases i 6 eren apartaments. Dels 200 habitatges principals, 173 estaven ocupats pels seus propietaris i 27 estaven llogats i ocupats pels llogaters; 1 tenia una cambra, 8 en tenien dues, 24 en tenien tres, 46 en tenien quatre i 121 en tenien cinc o més. 176 habitatges disposaven pel capbaix d'una plaça de pàrquing. A 87 habitatges hi havia un automòbil i a 106 n'hi havia dos o més.

### Piràmide de població
La piràmide de població per edats i sexe el 2009 era:
| Homes | Edats   | Dones |
| ----- | ------- | ----- |
| 0     | 95 o +  | 0     |
| 0     | 90 a 94 | 0     |
| 0     | 85 a 89 | 0     |
| 8     | 80 a 84 | 0     |
| 8     | 75 a 79 | 4     |
| 8     | 70 a 74 | 12    |
| 16    | 65 a 69 | 4     |
| 16    | 60 a 64 | 12    |
| 24    | 55 a 59 | 12    |
| 8     | 50 a 54 | 28    |
| 16    | 45 a 49 | 16    |
| 24    | 40 a 44 | 20    |
| 20    | 35 a 39 | 20    |
| 16    | 30 a 34 | 12    |
| 12    | 25 a 29 | 12    |
| 12    | 20 a 24 | 0     |
| 8     | 15 a 19 | 8     |
| 12    | 10 a 14 | 20    |
| 20    | 5 a 9   | 8     |
| 8     | 0 a 4   | 12    |

## Economia
El 2007 la població en edat de treballar era de 329 persones, 246 eren actives i 83 eren inactives. De les 246 persones actives 228 estaven ocupades (130 homes i 98 dones) i 18 estaven aturades (2 homes i 16 dones). De les 83 persones inactives 34 estaven jubilades, 28 estaven estudiant i 21 estaven classificades com a «altres inactius».

### Ingressos
El 2009 a Villaines-la-Gonais hi havia 202 unitats fiscals que integraven 499 persones, la mediana anual d'ingressos fiscals per persona era de 17.918 €.

### Activitats econòmiques
Dels 27 establiments que hi havia el 2007, 1 era d'una empresa extractiva, 1 d'una empresa alimentària, 1 d'una empresa de fabricació d'altres productes industrials, 2 d'empreses de construcció, 7 d'empreses de comerç i reparació d'automòbils, 5 d'empreses d'hostatgeria i restauració, 1 d'una empresa d'informació i comunicació, 4 d'empreses immobiliàries, 4 d'empreses de serveis i 1 d'una empresa classificada com a «altres activitats de serveis».
Dels 8 establiments de servei als particulars que hi havia el 2009, 1 era un taller de reparació d'automòbils i de material agrícola, 1 paleta, 1 lampisteria, 4 restaurants i 1 agència immobiliària.
Dels 2 establiments comercials que hi havia el 2009, 1 era una fleca i 1 una carnisseria.
L'any 2000 a Villaines-la-Gonais hi havia 11 explotacions agrícoles que ocupaven un total de 594 hectàrees.

## Poblacions més properes
El següent diagrama mostra les poblacions més properes.